# Diga di Akköy
La diga d'Akköy è una diga della Turchia. Si trova nella provincia di Kayseri. Il fiume di Asarcık (Asarcık Deresi) si perde nella depressione occupata da tre laghi (Yay Gölü, Sobe Gölü e Çöl Gölü). La diga è a 8 km a sud ovest di Yeşilhisar tra le città di Yeşilhisar e Develi.